# Рамирес, Орландо
Орла́ндо Али́ро Рами́рес Ве́ра (исп. Orlando Aliro Ramírez Vera; 7 мая 1943, Сантьяго — 26 июля 2018, Сантьяго) — чилийский футболист, игравший на позиции нападающего; участник чемпионата мира 1966 года.

## Биография

### Клубная карьера
Рамирес в течение шести сезонов играл за команду «Универсидад Католика», в составе которого в 1961 году выиграл чемпионский титул. Современники отмечали его грамотные действия в полузащите и его скорость.
В 1965 году Рамирес стал игроком клуба «Палестино», в котором отыграл следующие семь сезонов своей карьеры и завершил игровую карьеру.
В 1977 году возобновил карьеру и играл за «Сантьяго Морнинг» и в том же году окончательно ушёл из футбола.

### Карьера в сборной
В составе сборной Чили принимал участие на чемпионате мира 1966 года, но на турнире не играл. Всего за сборную Чили сыграл 14 матчей, в которых забил 2 гола.

### Смерть
Скончался 26 июля 2018 года в Сантьяго в возрасте 75 лет.

## Достижения
«Универсидад Католика»
- Чемпион Чили (1): 1961